# Henrique Calisto
Henrique Manuel da Silva Calisto, noto semplicemente come Henrique Calisto (Matosinhos, 16 ottobre 1953), è un allenatore di calcio ed ex calciatore portoghese, di ruolo difensore.

## Palmarès

### Allenatore

#### Competizioni nazionali
- Segunda Liga: 1

Rio Ave: 1995-1996
- Campionato vietnamita: 2

Long An: 2005, 2006
- Coppa del Vietnam: 1

Long An: 2005
- Supercoppa del Vietnam: 1

Long An: 2006